# Рио-Марина

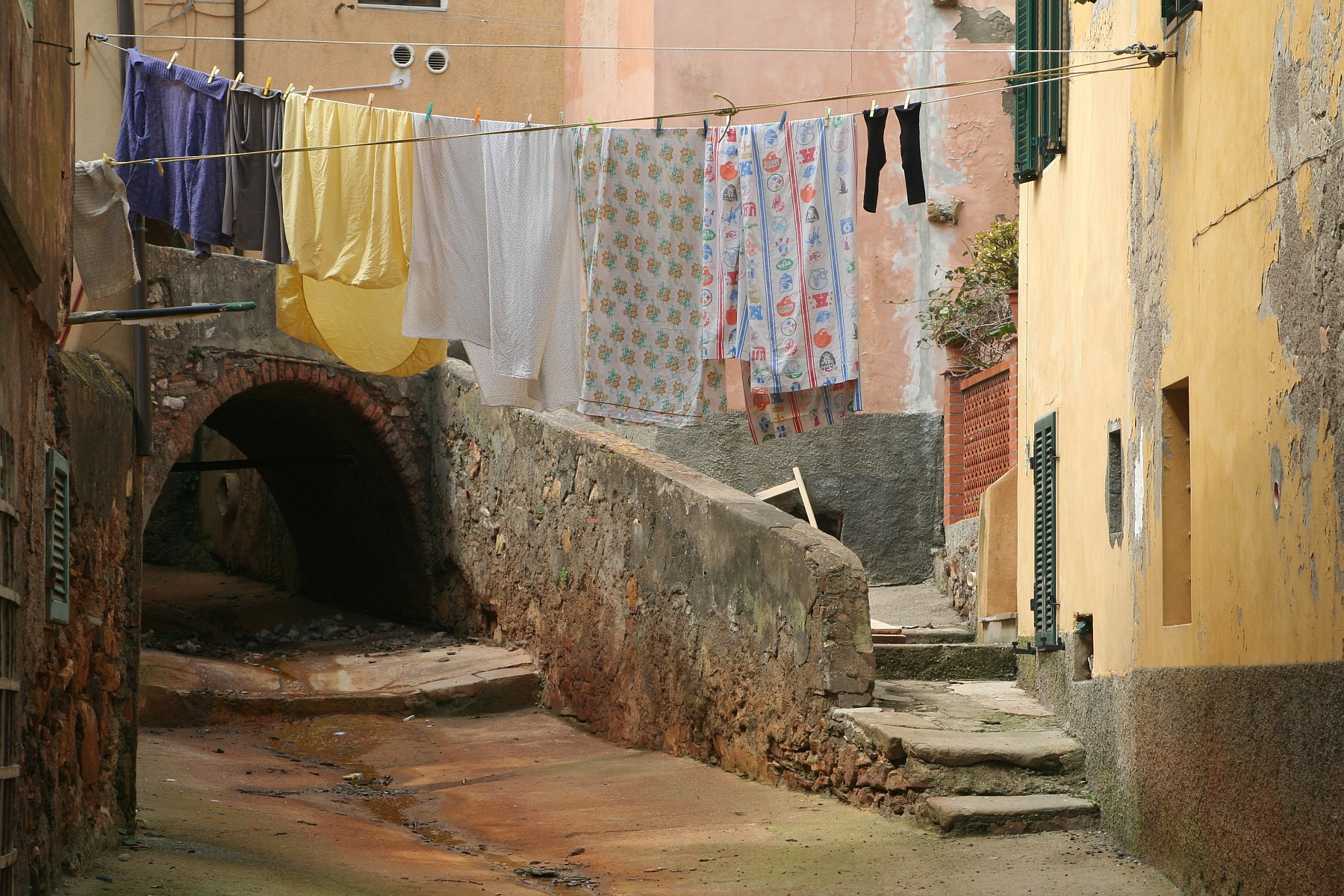
Il borgo

Рио-Марина (итал. Rio Marina) — коммуна в Италии, располагается на острове Эльба в регионе Тоскана, в провинции Ливорно.
Население составляет 2192 человека (2008 г.), плотность населения составляет 115 чел./км². Занимает площадь 19 км². Почтовый индекс — 57038. Телефонный код — 0565.
Покровителями коммуны почитаются святая Варвара, празднование 4 декабря, и святой Рох, празднование 16 августа.

## Демография
Динамика населения:

## Администрация коммуны
- Официальный сайт: https://web.archive.org/web/20100409025017/http://www.comuneriomarina.li.it/